# География Донецкой области

## Климат
Находится в степной зоне, климат умеренно континентальный, с малоснежной зимой и жарким летом. Средние температуры января от −5 до −8 °C, июля 21—23°С. Осадков около 500 мм в год. Весной бывают суховеи (чаще — в мае), иногда — пыльные бури, град.

## Рельеф
Рельеф преимущественно равнинный (высотой до 200 метров ), расчленённый оврагами и балками. На северо-востоке находится Донецкий кряж высотой до 367 м, поверхность которого изрезана долинами рек. На западе кряж переходит в Приднепровскую низменность, на юге — в Приазовскую низменность с отдельными поднятиями (Могила-Гончариха, Саур-Могила и другие). На юге — узкая полоса Причерноморской низменности, которая уступами обрывается к Азовскому морю. В местах залегания известняков и соляных отложений развиваются карстовые формы рельефа. Характерная черта рельефа области — наличие форм антропогенного происхождения: терриконы, карьеры и т д.

## Полезные ископаемые
Недра области богаты разнообразными полезными ископаемыми, из которых наибольшее значение имеет каменный уголь (Донецкий угольный бассейн). Значительны запасы каменной соли (Бахмутское и Славянское месторождения). Минерально-сырьевая база промышленности строительных материалов и чёрной металлургии представлена значительными месторождениями доломитов, известняков (флюсовых и строительных — Докучаевск, Комсомольское, пгт Новотроицкое), огнеупорных (Часовоярское, Новорайское, Андреевское, Затышанское, Веселовское, Октябрьское месторождения) и пластичных (керамические — Краматорское, Курдюмовское, Кутейниковское, Николаевское, Рай-Александровское, Никифоровское месторождения) глин, мергеля (Амвросиевский район, район города Краматорска), гипса (Бахмутский район), каолинов (Владимирское, Богородицкое, Екатериновское месторождения), мела (Славянский район), строительных и кварцевых песков, гранита (Тельмановский, Володарский район), кварцита и другое. Есть также ртуть (Никитовское месторождение), минеральные краски (охра — Яснополянское месторождение), фосфориты (Резниковское и Осыковское месторождения), асбест, графит (в Приазовье). Обнаружены месторождения нефелиновых сиенитов (алюминиевые руды — Калинино-Шевченковское месторождение), флюорита (плавиковый шпат — Петрово-Гнутовское и Покров-Киреевское месторождения), вермикулита (Каменномогильное месторождение), железных руд (в Приазовье), давсонита, калийных солей (около Славянска). В северных районах области находится Днепровско-Донецкая нефтегазоносная область (в области практически не разрабатывается), в южных, на побережье моря — Причерноморско-Крымская нефтегазоносная провинция. Эксплуатируются источники минеральных вод (Доброполье, Новоазовск). На границе Донецкой и Харьковской областей находится Юзовское месторождение сланцевого газа.

## Геологическая структура
Территория Донбасса относится к структурной зоне, тектоническое положение которой не очень ясно. С одной стороны, она тесно связана с докембрийской Восточно-Европейской платформой, с другой — с Предкавказской эпигерцинской платформой. По комплексу признаков он представляет собой палеозойский трог, вклинившийся в пределы платформы.
Палеозойские породы смяты в складки с образованием большого количества тектонических нарушений. С породами каменноугольного и пермского периодов связаны крупные месторождения каменных углей и солей.
Породы складчатого комплекса перекрываются полого залегающими отложениями мезозоя и кайнозоя.
По площади распространения преобладают территории кайнозойской (неогеновой) системы. В районе Донецкого кряжа — палеозойской (каменноугольной и отчасти пермской) системы. На Приазовской возвышенности — архейской системы. В пойме рек Северский Донец, Бахмут — участки мезозойской (меловой) системы.

## Водные объекты
По территории Донецкой области протекают около 110 рек, из которых 47 длиной более 25 км. Общая длина рек составляет более чем 3 000 км. Самая крупная из них — Северский Донец длиной 1 053 км, а в границах области — более 100 км, шириной от 60 до 80 м. Средняя глубина 1,5—2 м (на плесах достигает 7 м). Её притоки — Казённый Торец, Бахмутка и Лугань. К бассейну Днепра относятся реки: Самара и Волчья; к бассейну Азовского моря: Кальмиус, Грузский Еланчик, Крынка.
Озёр на территории области мало, есть небольшие озёра в пойме Северского Донца (Волчье и другие), а также Славянские солёные озёра — Слепное и Репное.
Для улучшения водоснабжения создано 141 водохранилище, в том числе: Старокрымское, Клебан-Быкское, Карловское, Ольховское,Ханженковское, Зуевское, Нижнекальмиусское, Старобешевское и канал Северский Донец - Донбасс.

## Почвы
Для почвенного покрова большей части Донецкой области характерны чернозёмы, в северных районах встречаются дерновые слабооподзоленные почвы, вдоль побережья Азовского моря — слабо осолоделые чернозёмы и солонцы.
Чем дальше на север тем меньше нужных для цветка минералов в чернозёме.

## Растительность
Природная степная растительность сохранилась главным образом на заповедных участках, на побережье Азовского моря — участки с солончаковой растительностью. Леса и кустарники занимают 5,6 % территории области, преимущественно в долине Северского Донца — сосновые боры, на Донецком кряже — дубравы, байрачные леса. Преобладают северо-степные возвышенные и склоновые природно-территориальные комплексы.Растения - это живые организмы. Они дышат, питаются, растут и размножаются. Растение неразрывно связано с внешней средой: из воздуха оно получает кислород, необходимый для дыхания, из почвы – воду. А пищу растение производит из углекислого газа, поглощаемого из воздуха, воды и минеральных солей Главное условие для этого - солнечный свет, от которого зависит жизнь растения. Солнечный свет, тепло, воздух, вода, почва и минеральные вещества - это то, что необходимо растениям для их жизнедеятельности.
Для Донецкой области характерны два типа растительности: степная и лесная. На юге и востоке области господствуют степи, на севере и Донецком кряже - степи и байрачные леса. Когда-то почти весь Донецкий кряж был покрыт дубовыми лесами с примесью граба, вяза, клёна, ясеня. По долинам рек росли ивы и тополь-осокорь, встречалась береза. Возвышенные места были заняты густыми зарослями из широколистных деревьев и кустарников: терна, боярышника, шиповника, дикой груши и яблони, бересклета. В долине Северского Донца шумели дубравы и сосновые леса. А на побережье Азовского моря волновалось под ветром море ковылей, расцвеченное кустарниками, люцерной, катраном, шалфеем и донником. В настоящее время все свободное пространство донецких степей, пригодное для использования человеком, распахано. Растительный покров сильно нарушен и изменен хозяйственной деятельностью человека. Нетронутая степная растительность сохранилась лишь в заповедниках Каменные Могилы и Хомутовская степь, да на крутых склонах оврагов.
Особенно красива степь весной! Первыми зацветают шафран сетчатый (крокус), белый птицемлечник, гусиный лук, гиацинтик, тюльпаны, жабник, мать-и-мачеха, сон-трава, ирисы, воронец, горицвет, фиалки.

## Животный мир
Практически повсеместно в природе встречаются полевая мышь, серая крыса, хомячок серый и другие мышевидные грызуны, лисица, заяц-русак, из птиц — перепел, серая куропатка, серая ворона, удод, жаворонки, ласточки, воробьи, дятлы. В немногочисленных лесах области (преимущественно на севере) встречаются: лисица, барсук, енотовидная собака, лось, косуля, дикий кабан, белка, заяц-русак, обыкновенный ёж, из птиц: фазан, грач, сорока, соловей, синицы, горлицы, совы, дятлы. На песчаных косах и побережье Азовского моря: лисица, заяц-русак, из птиц: серый гусь, чибис, лысуха, утки, кулики, голуби и другие.
В реках области встречаются рыбы: карп, карась, щука, краснопёрка, лещ, рыбец, толстолобик, сом обыкновенный, ёрш, окунь, судак, линь, белый амур. В акватории Азовкого моря: бычок, килька, хамса, сельдь, пузанок азовский, камбала, пиленгас и другие.

### Звери Донецка
Еще два столетия назад в Донецком крае водилось множество зверей и птиц. Многих из них мы уже не сможем сегодня увидеть: антилопу сайгак, дикую лошадь тарпан, медведей, бобров.
Сегодня в лесу можно встретить косулю, лося, дикого кабана. Хорошо прижились у нас заяц-русак, белка, каменная куница, лесная соня, европейская норка, барсук, реже встречаются ласка и горностай. Довольно часто можно видеть в степи красную лисицу. Волки лишь иногда заходят на территорию нашего края. Водятся в степи и ежи, суслики, мыши, совы, степной хорек, летучие мыши, землеройки, енотовидные собаки, сурки. Первым признаком прихода весны считали посвист сурка. Вдосталь выспавшись за долгую зиму, зверек, почувствовав тепло весеннего солнца, вылезал из норки, становился на зад-ние лапки, навострив ушки и подняв нос, громко оповещал о приходе весны. Люди в эти дни выходили в степь, чтобы услышать голос живого предвестника. «Просвистел байбак, - говорили в народе, - прячь теплую одежду в сундук».

### Птицы Донецкого края
Мир птиц нашего края довольно разнообразен. Около 250 видов обитает в Донецкой области, но большая часть бывает в нашем крае только пролетом - весной и осенью. Самая крупная птица - дрофа. Вес её достигает до 16 кг. К сожалению, встретить её сегодня можно очень редко даже в заповедниках.
В лесах, полезащитных полосах живут синицы, мухоловки, горихвостки, пеночки, зарянки, поползни, кукушки, козодои, иволги, грачи, дятлы, серые вороны, галки, сороки, горлицы. В населенных пунктах живут воробьи, ласточки, скворцы, стрижи. В степи и на полях встречается несколько видов жаворонков, перепелов и серая куропатка. Только на Белосарайскойкосе и на Кривой косах сохранились такие птицы, как степной кулик, кроншнеп, кулик-авдотка. На побережье Азовского моря живут чайки, чибисы, кулики. Они питаются исключительно насекомыми полей, хотя и селятся у моря.
Селятся у моря и лебедь-шипун, краснозобая казарка.Все реже удается нам видеть в небе нашего края орла-могильника, степного орла, орлана-белохвоста, скопу, филина. На севере и западе области еще можно встретить гнезда аистов.
Издавна тянется дружба человека с этой птицей. «Где аист водится, там и счастье родится», - говорят в народе. Старые люди рассказывают, что однажды Бог собрал в один мешок всех земных гадов и попросил человека отнести их на край Земли и выбросить в море. Но человек был любопытен, не выдержал в дороге, открыл мешок. Гады выскользнули на волю и снова расползлись по Земле. Рассердился Бог и превратил человека в птицу, которая питается ужами, змеями, лягушками.

### Пресмыкающиеся и земноводные
Из лягушек у нас распространена самая крупная из европейских видов - озерная. Кроме неё встречаются еще прудовая и остромордая лягушка. Во влажных местах обитает жаба земляная.
Можно встретить у нас и чесночницу, краснобрюхую жерлянку. Лягушки и жабы приносят большую пользу, уничтожая насекомых.
Часто в степи можно встретить ящерицу прыткую и веретенницу. Это весьма прожорливые существа, истребляющие огромные количества насекомых, чем приносят большую пользу в борьбе с вредителями. Безногая ящерица-веретенница довольно крупное животное, длиной до 30-40 см. Отсутствие ног делает её схожей со змеёй, что нередко становится причиной гибели её от рук человека.Из змей в нашем крае водятся медянка, четырехполосый полоз-желтобрюх, а также гадюка степная, уж обыкновенный и уж водяной.Опасность исчезновения грозит гадюке степной и медянке. Степная гадюка занесена в Красную книгу Украины.
Питаются гадюки преимущественно насекомыми и мышевидными грызунами. В этом и состоит её польза. Гадюка ядовита, но на человека не нападает, разве что только тогда, когда он её потревожит. Окраска её тела серовато-коричневая, под цвет степи. Вдоль спины протянулся темный зигзагообразный рисунок.

### Животный мир водоемов
Есть в нашем крае и утки, цапли, селящиеся по берегам речек и водоемов. Их видели и на косах у Азовского моря, и у села Кипучая Криница, и в устье речки Грузской, в окрестностях Дружковки и Константиновки. Некоторые виды уток остаются у нас зимоватьна теплых водах у электростанций. Даже в Донецке, как отмечает орнитолог Л.И.Тараненко, на верхнем пруду речки Кальмиус зимует до 1500 уток-крякв. В тридцатые годы на Белосарайской косе гнездилась колония пеликанов.
Часто возле водоемов можно видеть стрекоз. Это хищные насекомые. Они уничтожают мух, комаров. Быстро и стремительно летают они все лето, гоняясь за добычей, а к зиме погибают, отложив яйца в воду или на водные растения.
В пресных водоемах нашего края обитают различные моллюски: прудовик, лужанка, катушка. У всех моллюсков мягкое тело защищено раковиной. Из раковины выступает мягкий орган, который называют ногой. С её помощью моллюск двигается по дну и ползает по растениям. Если моллюска потревожить, он прячет ногу в раковину. Когда водоем пересыхает, многие моллюски погибают.

### Влияние деятельности человека на растительный и животный мир
Природа находится сегодня в большой опасности. Из недр Донбасса вычерпаны огромные количества полезных ископаемых, сотни заводов и фабрик дымят и загрязняют атмосферу, сбрасывают свои отходы производства в реки, пруды, балки и овраги нашего края. Все больше углекислого газа накапливается в воздухе, уменьшая тем самым количество кислорода, так необходимого для дыхания всего живого. Главной причиной этого является сжигание природного топлива. Свою долю в загрязнение атмосферы вносит автомобильный транспорт, загрязняя её свинцом, мышьяком, ртутью. Применение на сельскохозяйственных полях минеральных и органических удобрений, химических средств борьбы с вредителями приводит к загрязнению почв и водоемов. Гибнут раки, рыбы, загнивают водоросли. Сегодня известны факты загрязнения подземных вод в долине реки Кривой Торец, где источниками загрязнения являются отходы и сточные воды содового и фенольного производства.
С целью охраны природы все предприятия, особо загрязняющие природную среду, размещают вдали от жилья.
Вокруг них создают зеленые санитарные зоны, сеть наблюдательных постов, скважин, шурфов для контроля режима и качества природных вод. Совершенствуются методы очистки сточных вод, обезвреживания и хранения различных отходов предприятий. На промышленных предприятиях на трубы ставят различные фильтры, дымоуловители, восстанавливают природное плодородие почв на месте рудников и карьеров, высаживают на шахтных терриконах деревья и кустарники. Выработки старых шахт под землёй закладывают породой с терриконов, карьеры заполняют водой, преобразуя их в зоны отдыха людей или разводят в них рыбу. На соляных шахтах бурят скважины, заполняют их водой, а растворившуюся соль выкачивают вместе с водой и выпаривают в котлах. Отходы карьеров и шахт используются для изготовления формовочной земли в металлургической промышленности. Шахтный газ метан откачивают и сжигают в шахтных котельных, а шахтные и карьерные сточные воды используют для орошения земель в ближайших хозяйствах.

## Метеориты
На территории Донецкой области упали метеориты: «Андреевка» (1969), «Бахмут» (1814), «Горловка» (1974), «Еленовка» (1951), «Хутор Жовтневый» (1938).